# Radical Action (To Unseat the Hold of Monkey Mind)
Radical Action (To Unseat the Hold of Monkey Mind) è il quindicesimo album dal vivo del gruppo musicale britannico King Crimson, pubblicato il 2 settembre 2016 dalla Discipline Global Mobile.

## Tracce

### CD
CD 1 – Mainly Metal
1. Larks' Tongues in Aspic Part One – 10:38 (David Cross, Robert Fripp, John Wetton, Bill Bruford, Jamie Muir)
2. Radical Action (To Unseat the Hold of Monkey Mind) – 3:40 (Robert Fripp)
3. Meltdown – 4:23 (Jakko Jakszyk, Robert Fripp)
4. Radical Action II – 2:27 (Robert Fripp)
5. Level Five – 6:46 (Adrian Belew, Robert Fripp, Trey Gunn, Pat Mastelotto)
6. The Light of Day – 5:49 (Jakko Jakszyk, Robert Fripp, Mel Collins)
7. The Hell Hounds of Krim – 3:38 (Gavin Harrison, Bill Rieflin, Pat Mastelotto)
8. The ConstruKction of Light – 6:22 (Adrian Belew, Robert Fripp, Trey Gunn, Pat Mastelotto)
9. The Talking Drum – 3:48 (David Cross, Robert Fripp, John Wetton, Bill Bruford, Jamie Muir)
10. Larks' Tongues in Aspic Part Two – 6:44 (Robert Fripp)

CD 2 – Easy Money Shots
1. Peace – 2:07 (Robert Fripp, Peter Sinfield)
2. Pictures of a City – 8:14 (Robert Fripp, Peter Sinfield)
3. Banshee Legs Bell Hassle – 1:37 (Gavin Harrison, Bill Rieflin, Pat Mastelotto)
4. Easy Money – 8:23 (Robert Fripp, John Wetton, Richard Palmer-James)
5. VROOOM – 4:53 (Adrian Belew, Robert Fripp, Tony Levin, Trey Gunn, Bill Bruford, Pat Mastelotto)
6. Suitable Grounds for the Blues – 4:48 (Jakko Jakszyk, Robert Fripp)
7. Interlude – 2:20 (Robert Fripp)
8. The Letters – 6:28 (Robert Fripp, Peter Sinfield)
9. Sailor's Tale – 6:38 (Robert Fripp)
10. A Scarcity of Miracle – 6:50 (Jakko Jakszyk, Robert Fripp, Mel Collins)

CD 3 – Crimson Classics
1. Red – 6:29 (Robert Fripp)
2. One More Red Nightmare – 6:00 (Robert Fripp, John Wetton)
3. Epitaph – 8:41 (Robert Fripp, Ian McDonald, Greg Lake, Michael Giles, Peter Sinfield)
4. Starless – 12:14 (David Cross, Robert Fripp, John Wetton, Bill Bruford, Richard Palmer-James)
5. Devil Dogs of Tessellation Row – 2:58 (Gavin Harrison, Bill Rieflin, Pat Mastelotto)
6. The Court of the Crimson King – 6:57 (Ian McDonald, Peter Sinfield)
7. 21st Century Schizoid Man – 10:57 (Robert Fripp, Ian McDonald, Greg Lake, Michael Giles, Peter Sinfield)

### BD
1. Larks' Tongues in Aspic Part One (David Cross, Robert Fripp, John Wetton, Bill Bruford, Jamie Muir)
2. Radical Action (To Unseat the Hold of Monkey Mind) (Robert Fripp)
3. Meltdown (Jakko Jakszyk, Robert Fripp)
4. Radical Action II (Robert Fripp)
5. Level Five (Adrian Belew, Robert Fripp, Trey Gunn, Pat Mastelotto)
6. The Light of Day (Jakko Jakszyk, Robert Fripp, Mel Collins)
7. The Hell Hounds of Krim (Gavin Harrison, Bill Rieflin, Pat Mastelotto)
8. The ConstruKction of Light (Adrian Belew, Robert Fripp, Trey Gunn, Pat Mastelotto)
9. The Talking Drum (David Cross, Robert Fripp, John Wetton, Bill Bruford, Jamie Muir)
10. Larks' Tongues in Aspic Part Two (Robert Fripp)
11. Peace (Robert Fripp, Peter Sinfield)
12. Pictures of a City (Robert Fripp, Peter Sinfield)
13. Banshee Legs Bell Hassle (Gavin Harrison, Bill Rieflin, Pat Mastelotto)
14. Easy Money (Robert Fripp, John Wetton, Richard Palmer-James)
15. VROOOM (Adrian Belew, Robert Fripp, Tony Levin, Trey Gunn, Bill Bruford, Pat Mastelotto)
16. Suitable Grounds for the Blues (Jakko Jakszyk, Robert Fripp)
17. Interlude (Robert Fripp)
18. The Letters (Robert Fripp, Peter Sinfield)
19. Sailor's Tale (Robert Fripp)
20. A Scarcity of Miracle (Jakko Jakszyk, Robert Fripp, Mel Collins)
21. Red (Robert Fripp)
22. One More Red Nightmare (Robert Fripp, John Wetton)
23. Epitaph (Robert Fripp, Ian McDonald, Greg Lake, Michael Giles, Peter Sinfield)
24. Starless (David Cross, Robert Fripp, John Wetton, Bill Bruford, Richard Palmer-James)
25. Devil Dogs of Tessellation Row (Gavin Harrison, Bill Rieflin, Pat Mastelotto)
26. The Court of the Crimson King (Ian McDonald, Peter Sinfield)
27. 21st Century Schizoid Man (Robert Fripp, Ian McDonald, Greg Lake, Michael Giles, Peter Sinfield)

## Formazione
- Jakko Jakszyk – chitarra, voce, flauto
- Robert Fripp – chitarra, tastiera
- Tony Levin – basso, Chapman Stick
- Gavin Harrison – batteria
- Pat Mastelotto – batteria
- Bill Rieflin – batteria, tastiera
- Mel Collins – sassofono, flauti

## Classifiche
| Classifica (2016)          | Posizione massima |
| -------------------------- | ----------------- |
| Germania                   | 100               |
| Italia                     | 100               |
| Regno Unito                | 71                |
| Regno Unito (physical)     | 26                |
| Regno Unito (rock & metal) | 3                 |
| Scozia                     | 38                |